# Acil-coenzima A

Struttura generale di una molecola di acil-coenzima A dove R rappresenta una catena alifatica ad n termini.

L'acil-coenzima A è una molecola formata da una catena carboniosa, di lunghezza variabile, legata ad un coenzima A attraverso un legame tioestere.
L'acil-coenzima A è un intermedio della β-ossidazione dei lipidi; per tutta la durata della reazione si formano numerose molecole di acil-CoA ogni volta con una catena acilica minore rispetto alla precedente; essa è presente quando l'acido grasso viene attivato nel citoplasma; il prodotto è infatti un acil-coenzima A che entra in un mitocondrio grazie alla L-carnitina. Si formano nuove molecole di acil-CoA ogni volta che da un β-chetoacil-CoA si allontana una molecola di acetil-CoA.
Gli acidi grassi non subiscono β-ossidazione in forma libera. Affinché gli acidi grassi possano essere utilizzati per la produzione di energia dalla cellula attraverso il meccanismo della β-ossidazione, questi devono prima reagire con una molecola di coenzima A (HSCoA) a formare l'acil-CoA (questa reazione avviene nel citosol della cellula).
L’acil-CoA è l’unione di un acido grasso con una molecola di CoA attraverso una reazione che prende il nome di “attivazione degli acili” :
R-COOH + CoA-SH + ATP → R-CO-S-CoA + AMP + 2Pi
La reazione così scritta non tiene conto del meccanismo di reazione che vede la formazione di un intermedio Aciladenilato (acido grasso condensato con AMP) il quale interagisce poi con HSCoA a formare Acil-CoA. Il gruppo pirofosfato ottenuto dalla reazione precedente è a sua volta substrato dell'enzima pirofosfatasi che lo scinde in due gruppi fosfato.
L'energia necessaria per attivare un acido grasso è notevole; infatti necessita dell'idrolisi di due legami fosfoanidridici nell'ATP.